# Герб Іваничівського району
Герб Іва́ничівського райо́ну — офіційний символ Іваничівського району Волинської області, затверджений 31 липня 2001 року 16-ю сесією Іваничівської районної ради ХІІІ скликання.

## Опис герба
Геральдичний щит має форму прямокутника з півколом в основі. Поле щита скошене зліва на червоне і синє. У червоному полі зображений вітряк, у синьому — золотий сніп пшениці.
Вітряк, як центральний елемент герба району, запозичений з родинного герба Іваницького — засновника Іванич, що тепер є адміністративним центром району. Крила вітряка повернуті таким чином, що одночасно мають вигляд хреста Волинської землі. Іваничівська земля багата козацькими традиціями у минулому, козацький рух набрав широкого розвитку в районі в останні роки, тому шаблі є елементом відображення цих традицій — давнини і сучасності. Вони ж утворюють пагорб, на якому стоїть головний елемент герба — вітряк.
Сніп пшениці є узагальненим символом аграрного статусу Іваничівщини.
Щит обрамлений декоративним бароковим картушем. Щит герба з трьома виступами угорі вибраний таким чином, щоб в його форму вписувався державний Герб України — Тризуб.